# 가이후역
가이후역(일본어: 海部駅 かいふえき[*])은 일본 도쿠시마현 가이후군 가이요정에 위치한 시코쿠 여객철도 · 아사 해안 철도의 철도역이다. JR 시코쿠 무기 선의 종착역이자, 이 역을 기점으로 하는 아사 해안 철도의 아사토 선 등 2개의 노선이 운행되고 있다. 역 번호는 JR 시코쿠는 M28, 아사 해안철도는 AK 28번이다. 상대식 승강장 2면 2선의 구조를 갖춘 지상역이다.

## 타는 곳
| 1 | ■ 무기 선   | 상행 | 무기 · 아난 · 도쿠시마 방면 |                                |
| 1 | ■ 아사토 선 |      | 시시쿠이 · 간노우라 방면    | (무기 선으로부터의 직통열차)   |
| 2 | ■ 아사토 선 |      | 시시쿠이 · 간노우라 방면    |                                |
| 2 | ■ 무기 선   | 상행 | 무기 · 아난 · 도쿠시마 방면 | (아사토 선으로부터의 직통열차) |

## 역 주변
- 국도 제55호선
- 가이요 정 가이후 청사
- 도쿠시마 은행 가이후 지점

## 역사
- 1973년 10월 1일 : 시코쿠 최초의 고가역으로서, 일본국유철도의 역이 개업. 당초는 종착역.
- 1987년 4월 1일 : 일본국유철도 분할 민영화에 의해, 시코쿠 여객철도가 승계.
- 1992년 3월 26일 : 아사 해안 철도의 역이 개업.

## 인접 역
| 시코쿠 여객철도 무기 선       | 시코쿠 여객철도 무기 선 | 시코쿠 여객철도 무기 선      |
| ----------------------------- | ----------------------- | ---------------------------- |
| M 27 아와카이난 도쿠시마 방면 | 무기 선                 | 시·종착역                    |
| 아사 해안 철도 아사토 선      |                         |                              |
| 시·종착역                     | 아사토 선               | 시시쿠이 AK 29 간노우라 방면 |